# Cyklostezka Bečva
Cyklostezka Bečva je dálková cyklistická trasa podél řek Bečva, Rožnovská Bečva a Vsetínská Bečva a v okrese Vsetín (Zlínský kraj) a okrese Přerov (Olomoucký kraj). Geograficky vede přes geomorfologické jednotky Javorníky, Rožnovskou brázdu, Vsetínské vrchy, Hostýnské vrchy, Podbeskydskou pahorkatinu, Bečevskou bránu a Hornomoravský úval a okrajově i přes Vizovickou vrchovinu. Vede částečně také přes etnické regiony Valašsko a Haná na Moravě.

## Historie a popis cyklostezky
První část cyklostezky Bečva byla postavena v roce 2007. Vede převážně po nově vybudovaných úsecích s vyloučením automobilové dopravy.

### Trasy
Cyklostezka má tři úseky, které se protínají ve Valašském Meziříčí, poblíž soutoku řek Rožnovská Bečva a Vsetínská Bečva, respektive v místě místa kde začíná řeka Bečva.
| Trasa                       | Délka   | Počátek                 | Vede přes území | Konec                                  | Reference |
| --------------------------- | ------- | ----------------------- | --- | -------------------------------------- | --------- |
| Trasa podél Rožnovské Bečvy | 30,8 km | Opálený, Horní Bečva    | Prostřední Bečva, Dolní Bečva, Rožnov pod Radhoštěm, Zubří, Zašová | Valašské Meziříčí                      | [ 4 ]     |
| Trasa podél Vsetínské Bečvy | 56,8 km | Uzgrúň, Velké Karlovice | Karolinka, Nový Hrozenkov, Halenkov, Huslenky, Hovězí, Janová, Vsetín, Ratiboř, Pržno, Mikulůvka, Jarcová | Valašské Meziříčí                      | [ 5 ]     |
| Trasa podél Bečvy           | 65 km   | Valašské Meziříčí       | Krásno nad Bečvou, Juřinka, Příluky, Lhotka nad Bečvou, Choryně, Hustopeče nad Bečvou, Milotice nad Bečvou, Špičky, Skalička, Ústí, Černotín, Hranice I-Město, Hranice V-Rybáře, Hranice VII-Slavíč, Týn nad Bečvou, Lipník nad Bečvou I-Město, Lipník nad Bečvou III-Nové Dvory, Osek nad Bečvou, Radslavice, Grymov, Přerov IV-Kozlovice, Přerov I-Město, Přerov VIII-Henčlov, Troubky, Tovačov I-Město, případně i soutok Bečvy a Moravy | Soutok Bečvy a Moravy, Tovačov I-Město | [ 6 ]     |

## Další informace
Cyklostezka je celoročně volně přístupná a vhodná nejen pro cyklisty, ale také pro in-line bruslaře, turisty či běžkaře. Navazuje na četné další domácí i mezinárodní cyklotrasy, např. Moravská stezka, EuroVelo4 aj.

## Galerie

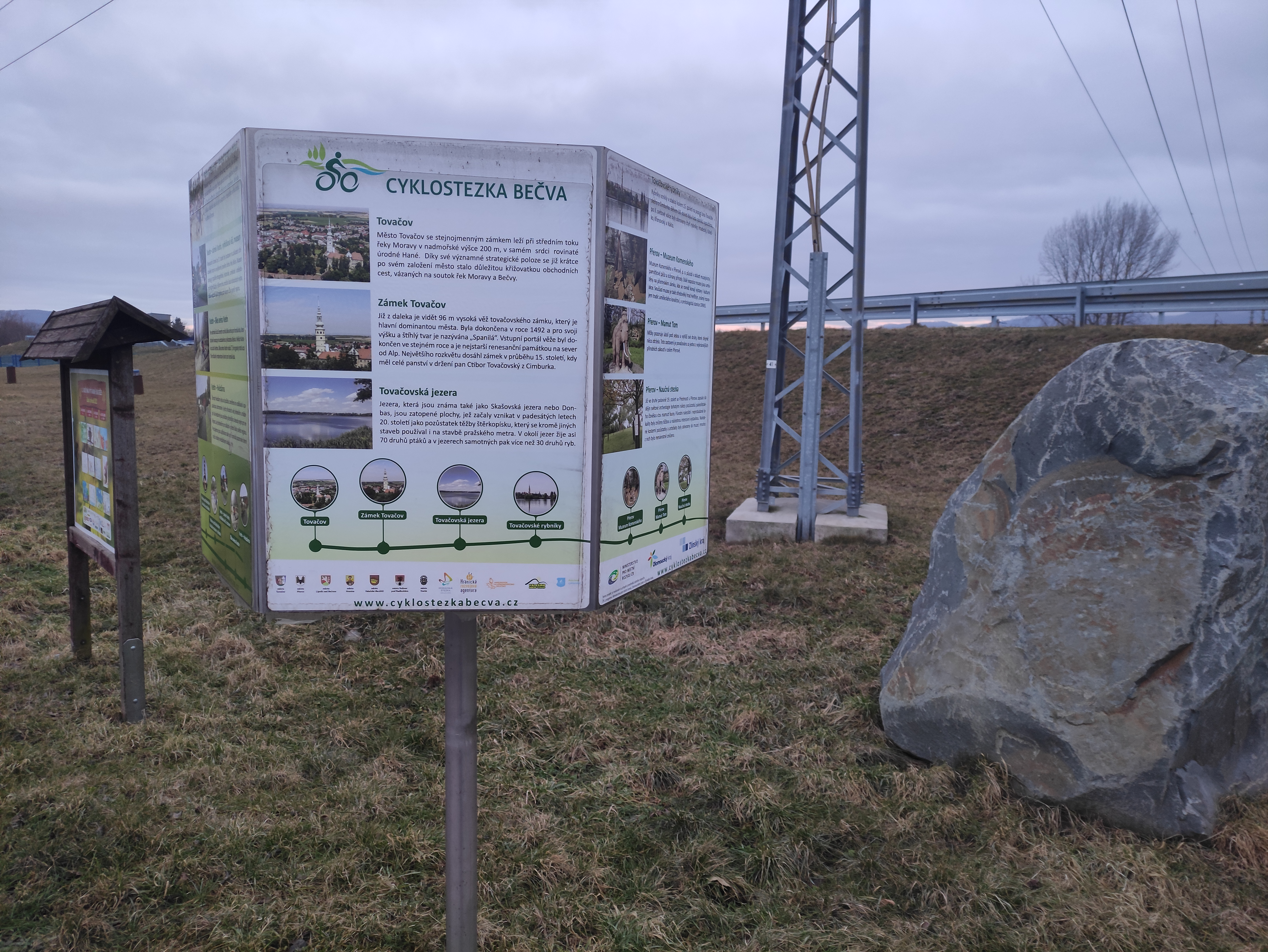
informační panel, jez na říčním km 38,7, Hranice
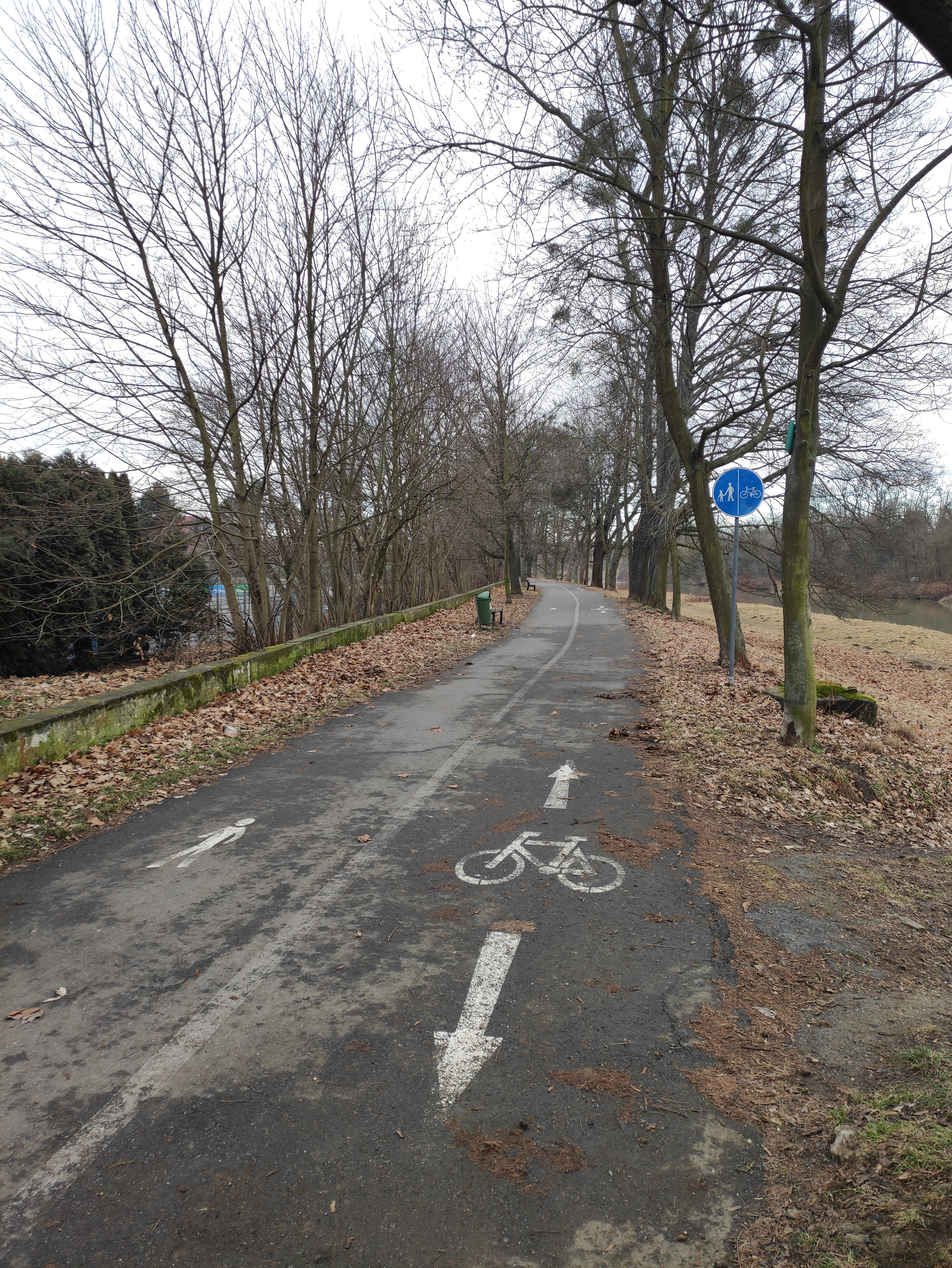
Rybářská alej podél řeky Bečva, Přerov
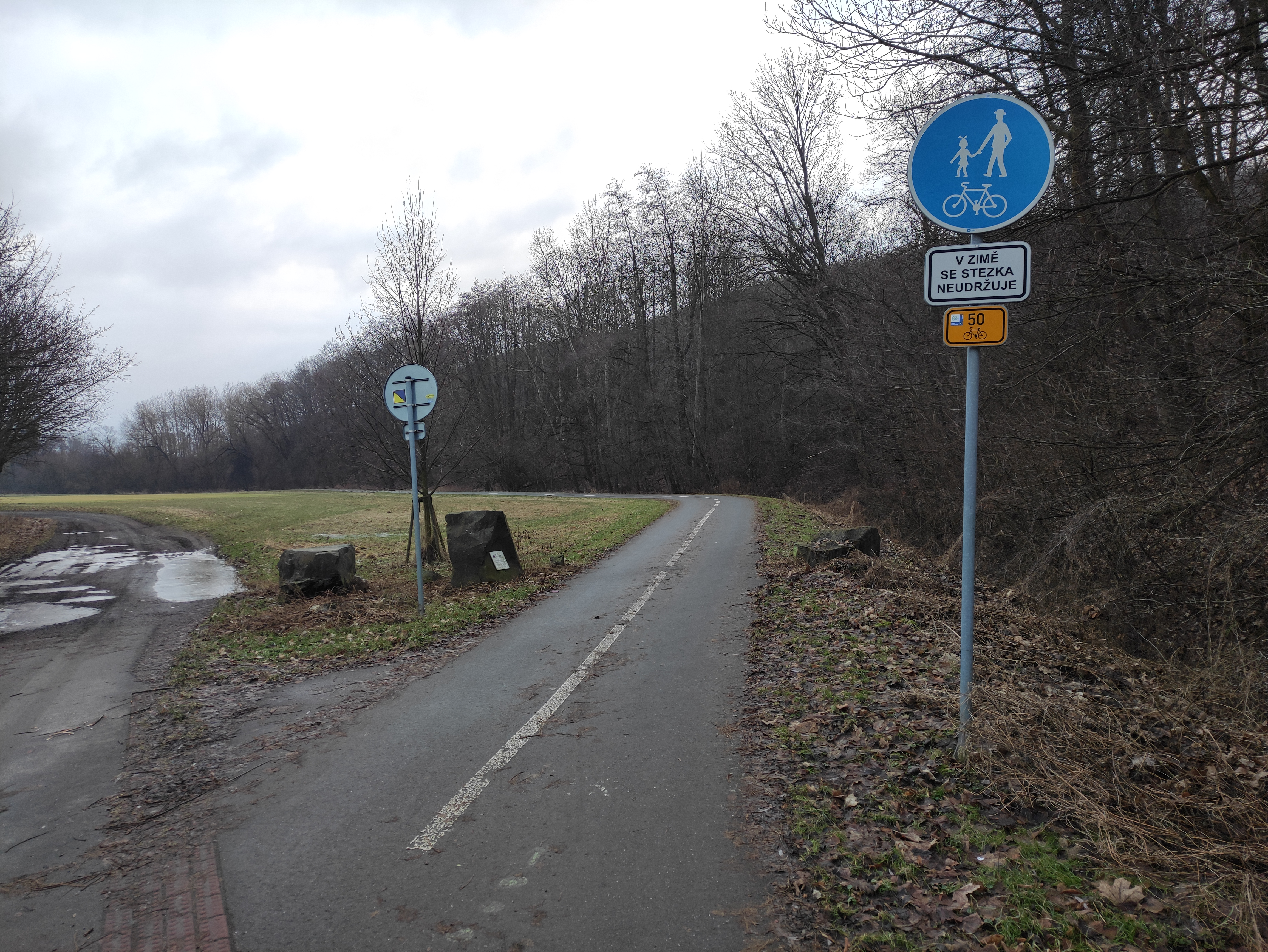